# Joué-en-Charnie
Joué-en-Charnie ist eine französische Gemeinde mit 597 Einwohnern (Stand: 1. Januar 2022) im Département Sarthe in der Region Pays de la Loire. Sie gehört zum Arrondissement La Flèche und zum Kanton Loué. Die Einwohner werden Jouesiens und Jouesiennes genannt.

## Geographie
Joué-en-Charnie liegt in der historischen Provinz Maine etwa 29 Kilometer westlich von Le Mans. Umgeben wird Joué-en-Charnie von den Nachbargemeinden Chemiré-en-Charnie im Norden, Épineu-le-Chevreuil im Nordosten, Chassillé im Osten, Loué im Osten und Südosten, Mareil-en-Champagne im Süden, Brûlon im Südwesten sowie Saint-Denis-d’Orques im Westen und Nordwesten.
Das Gemeindegebiet wird vom Fluss Palais durchquert. Die Autoroute A81 führt durch die Gemeinde.

## Bevölkerungsentwicklung
| Jahr                       | 1962 | 1968 | 1975 | 1982 | 1990 | 1999 | 2006 | 2013 | 2020 |
| Einwohner                  | 676  | 611  | 531  | 482  | 464  | 518  | 598  | 635  | 614  |
| Quellen: Cassini und INSEE |      |      |      |      |      |      |      |      |      |

## Sehenswürdigkeiten
- Kirche Saint-Martin
- Ehemalige Kirche Saint-Maximin, seit 2018 als Monument historique eingeschrieben
- Herrenhaus Beaumont aus dem 15. Jahrhundert, seit 1980 in Teilen als Monument historique eingeschrieben

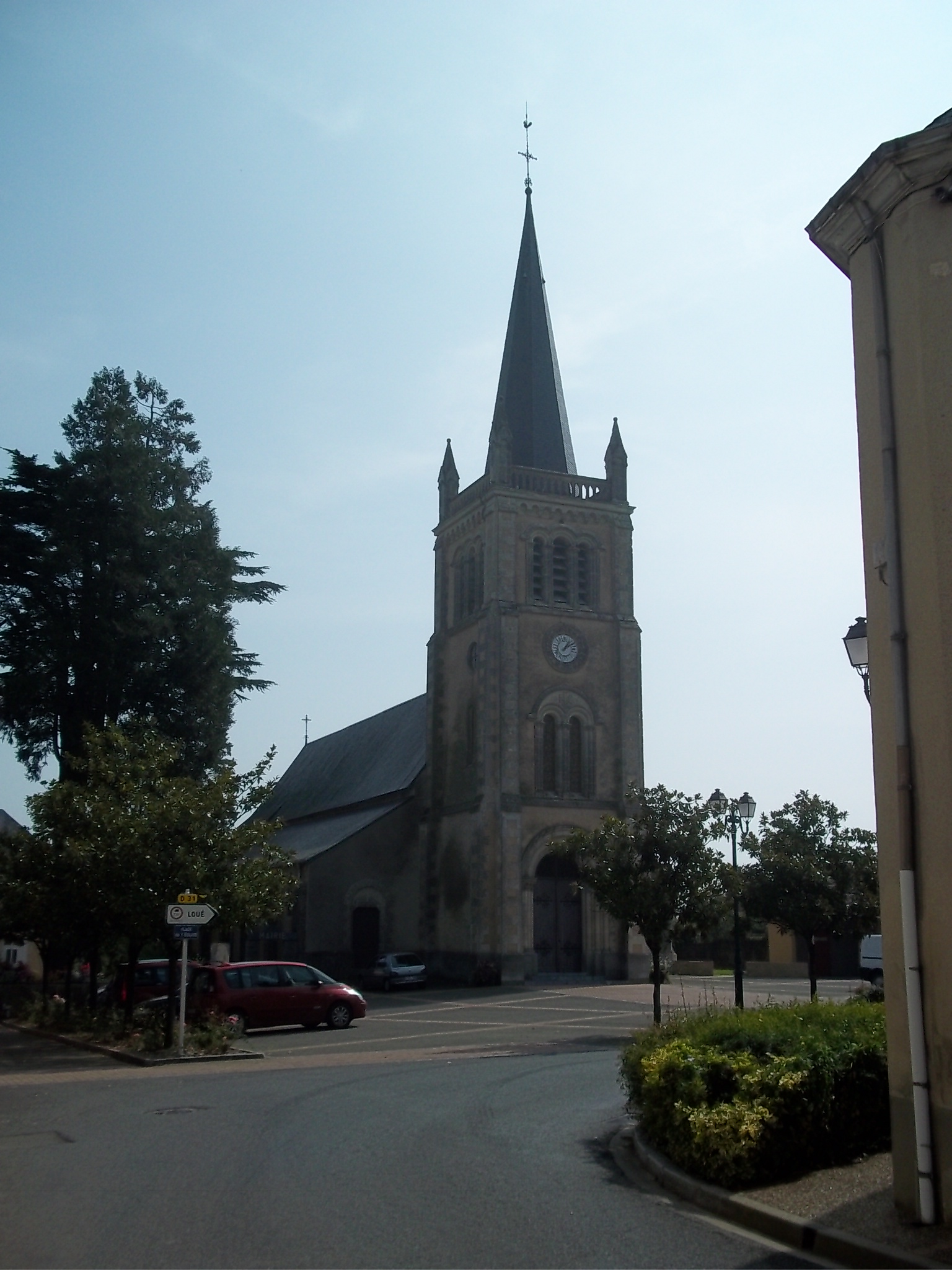
Kirche Saint-Martin
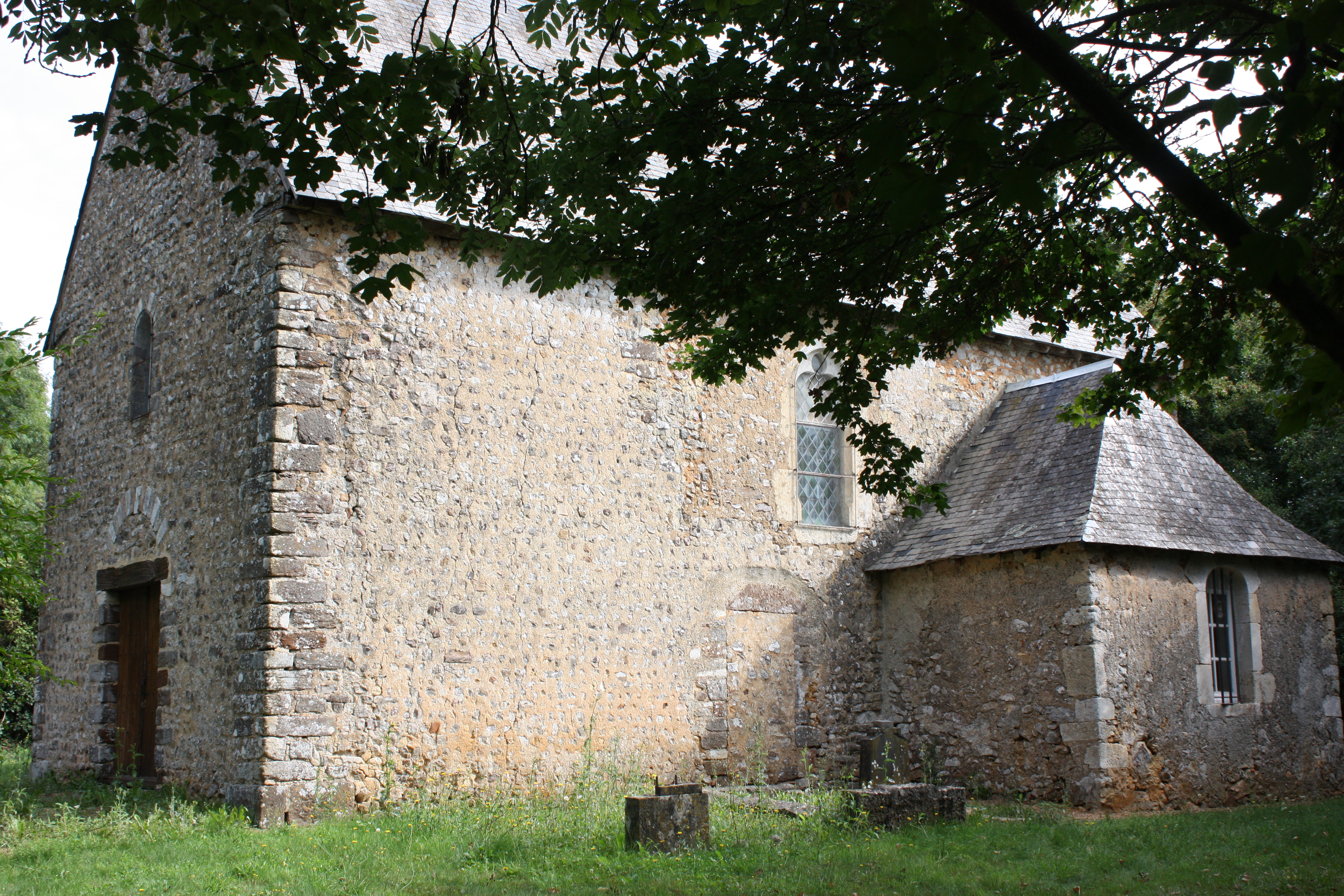
Ehemalige Kirche Saint-Maximin
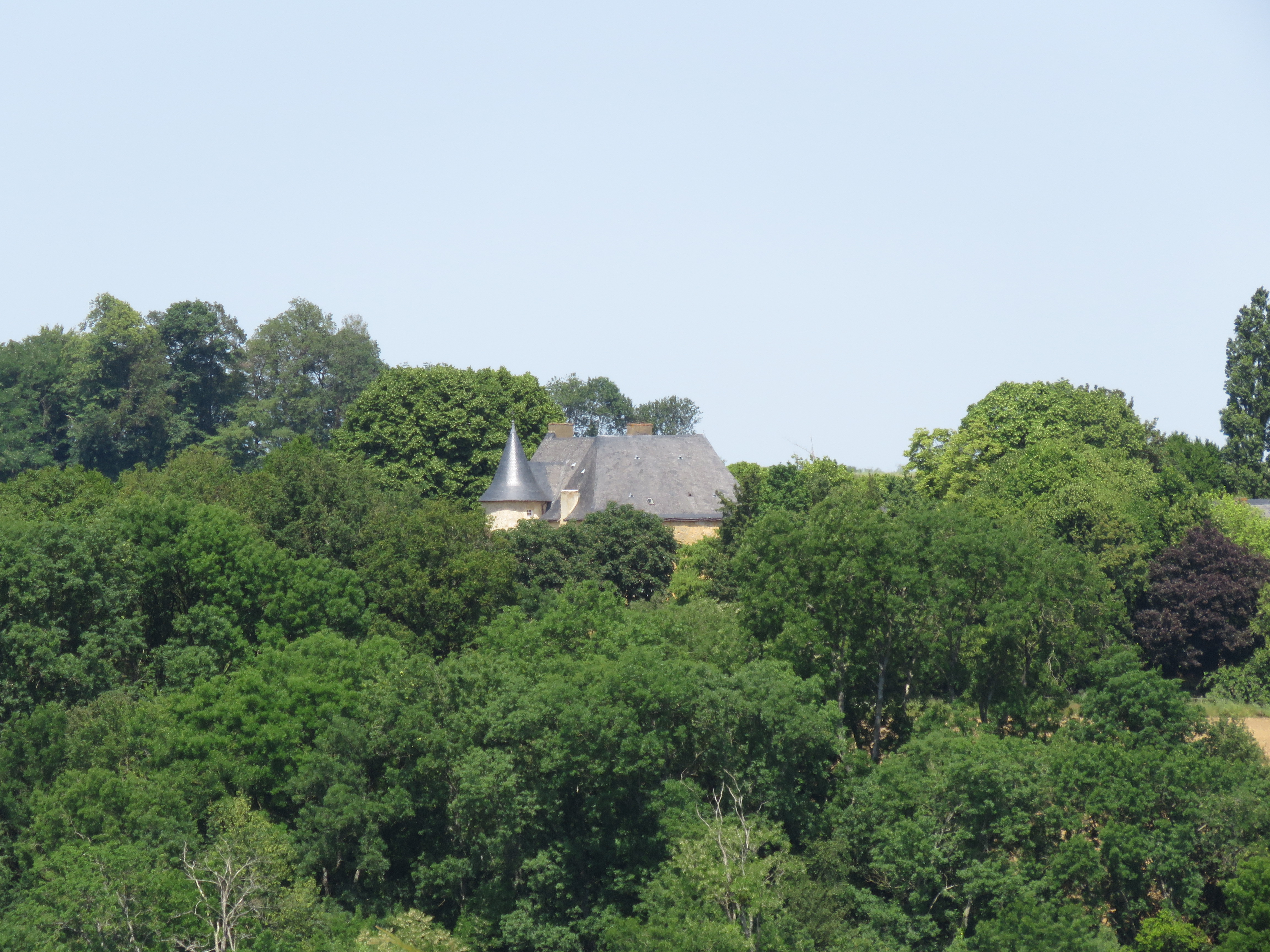
Herrenhaus Beaumont